# عين الكرمة (ولاية وهران)
عين الكرمة إحدى بلديات ولاية وهران التابعة لدائرة بوتليليس.